# Louis Landi
Louis Landi (Algeri, 10 gennaio 1941 – Nîmes, 8 giugno 1977) è stato un calciatore francese, di ruolo portiere.

## Biografia
Originario di una famiglia emigrata da Cetara, era il fratello minore del calciatore professionista Pietro Landi. Per le sue origini italiane era soprannominato Luigi.
Morì all'età di 36 anni, in seguito alle ferite riportate in un incidente stradale occorsogli tre giorni prima del suo decesso.

## Caratteristiche tecniche
Si distingueva per la visione di gioco e per le uscite. Nel corso della sua carriera ha subìto diversi infortuni.

## Carriera
Conta 475 presenze nel Nîmes Olympique in diciassette stagioni: in particolare, ha disputato 361 gare in massima divisione, di cui 150 consecutive.

## Palmarès

### Club

#### Competizioni nazionali
- Coppa Charles Drago: 1

Nîmes: 1956

#### Competizioni internazionali
- Coppa delle Alpi: 1

Nîmes: 1972